# Ernst Ritter von Brunner

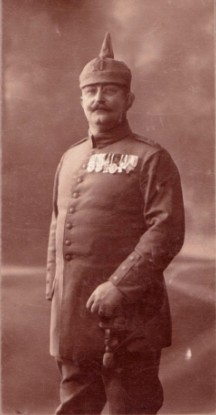
Ernst Ritter von Brunner 1916

Ernst Karl August Brunner, ab 1915 Ritter von Brunner (* 31. Oktober 1867 in Prenzlau; † 12. September 1929 in München) war ein bayerischer Oberst.

## Leben

### Familie
Ernst war der Sohn des Oberzollinspektors Ernst Brunner und dessen Ehefrau Creszentia, geborene Panzer. Am 17. Dezember 1867 wurde er in der St. Nikolaikirche getauft. Brunner heiratete am 20. November 1893 in Bayreuth Wilhelmine Freiin von Reitzenstein; aus der Ehe ging ein Sohn hervor. Nachdem seine Frau 1909 verstorben war, heiratete Brunner am 19. Dezember 1912 Berta Nordhoff. Aus dieser Ehe gingen drei Söhne und eine Tochter hervor.

### Militärkarriere
Brunner absolvierte das Humanistische Gymnasium in Hof und trat im August 1885 als Dreijährig-Freiwilliger in das 7. Infanterie-Regiment „Prinz Leopold“ der Bayerischen Armee ein. Dort wurde er im März 1886 zum Fähnrich ernannt und am 12. September 1887 zum Leutnant befördert. Am 1. Oktober 1892 kommandierte man ihn zum Topographischen Büro des Generalstabs. Dort wurde er am 11. Juni 1895 zum Premierleutnant befördert. Am 1. Oktober 1897 kehrte er zu seinem Stammregiment zurück. Dort wurde er im Mai 1903 zum Hauptmann befördert zum und Kompaniechef ernannt. Im Oktober 1905 erfolgte seine Versetzung als Leiter der Luftaufnahme-Abteilung zum Topographischen Büro des Generalstabs, wo er im März 1911 zum Major befördert wurde.
Mit Ausbruch des Ersten Weltkriegs wurde Brunner am 3. August 1914 zum Kommandeur des I. Bataillons im Reserve-Infanterie-Regiment 10 ernannt und mit diesem an der Westfront eingesetzt. Für seine militärischen Erfolge erhielt er am 9. Mai 1915 das Ritterkreuz des Militär-Max-Joseph-Ordens. Damit verbunden war die Erhebung in den persönlichen Adelsstand und er durfte sich nach der Eintragung in die Adelsmatrikel Ritter von Brunner nennen.
Vom 11. August bis 31. Oktober 1915 war er als Oberstleutnant und vom 11. März 1916 bis 9. April 1917 als Oberst Kommandeur des Reserve-Infanterie-Regiments 2. Für seine Verdienste in der Schlacht an der Somme im Sommer 1916 erhielt den Militärverdienstorden IV. Klasse mit Krone und Schwertern. Zwischendurch war ihm vom 31. Januar bis zum 11. März 1916 für kurze Zeit das Kommando über das Reserve-Infanterie-Regiment 3 übertragen worden.
Noch zum Ende des Kriegs war Brunner Kommandeur des Reserve-Infanterie-Regiments 10. Seit dem 9. April 1918 galt er als vermisst. Brunner war in Gefangenschaft geraten. Nach Kriegsende war er ab 8. Februar 1919 Kommandeur des 6. Infanterie-Regiments „Kaiser Wilhelm, König von Preußen“, bevor er zum 31. Dezember 1920 aus dem aktiven Dienst verabschiedet wurde.

## Werke
- Das K. B. Reserve-Infanterie-Regiment Nr. 2. Co-Autor mit Max Helbling, Martin Ritter von Dittelberger, Band 41 von Erinnerungsblätter deutscher Regimenter, Verlag Bayerisches Kriegsarchiv, 1926